# Casasola de Arión
Casasola de Arión – gmina w Hiszpanii, w prowincji Valladolid, w Kastylii i León, o powierzchni 27,73 km². W 2011 roku gmina liczyła 304 mieszkańców.